# Peer Name Resolution Protocol
Giao thức phân giải tên ngang hàng (Peer Name Resolution Protocol (PNRP)) là giao thức ngang hàng được thiết kế bởi Microsoft. PNRP cho phép xuất bản và phân giải tên động và yêu cầu IPv6.
PNRP lần đầu tiên được đề cập trong buổi thuyết trình tại một hội nghị P2P vào tháng 11 năm 2001. Nó xuất hiện vào tháng 7 năm 2003 trong Gói mạng nâng cao cho Windows XP, và sau đó được đưa vào  'Gói dịch vụ 2'  cho Windows XP. PNRP 2.0 được giới thiệu với Windows Vista và có sẵn để tải xuống cho người dùng Windows XP Service Pack 2. PNRP 2.1 is included in Windows Vista SP1, Windows Server 2008 và Windows XP SP3. PNRP v2 is not available for Windows XP Professional x64 Edition or any edition of Windows Server 2003.
Windows Remote Assistance trong Windows 7 sử dụng PNRP, Teredo và IPv6 khi kết nối sử dụng tùy chọn Easy Connect.
Thiết kế của PNRP được bảo vệ bởi Bằng sáng chế Hoa Kỳ # 7.065.587, được ban hành vào ngày 20 tháng 6 năm 2006.

## Đặc điểm
Trong môi trường ngang hàng, các đồng nghiệp sử dụng các hệ thống phân giải tên cụ thể để phân giải các vị trí mạng (địa chỉ, giao thức và cổng) của nhau từ tên hoặc các loại định danh khác. Trước đây, độ phân giải tên ngang hàng rất phức tạp bởi khả năng kết nối thoáng qua vốn có cũng như các thiếu sót khác trong Hệ thống tên miền (DNS).
Nền tảng Mạng ngang hàng Microsoft® Windows® giải quyết vấn đề này với Giao thức phân giải tên ngang hàng (PNRP), giao thức phân giải tên và đăng ký tên động, an toàn, có thể mở rộng và được phát triển đầu tiên cho Windows XP và sau đó được nâng cấp trong Windows Vista ™. PNRP hoạt động rất khác với các hệ thống phân giải tên truyền thống, mở ra những khả năng mới thú vị cho các nhà phát triển ứng dụng.
Với PNRP, tên ngang hàng có thể được áp dụng cho máy hoặc các ứng dụng hoặc dịch vụ riêng lẻ trên máy. Độ phân giải tên ngang hàng bao gồm địa chỉ, cổng và có thể là tải trọng mở rộng. Lợi ích của hệ thống này bao gồm khả năng chịu lỗi, không có tắc nghẽn và giải quyết tên sẽ không bao giờ trả lại địa chỉ cũ; làm cho giao thức trở thành một giải pháp tuyệt vời để định vị người dùng di động.
Về mặt bảo mật, tên ngang hàng có thể được xuất bản dưới dạng bảo mật (được bảo vệ) hoặc không được bảo đảm (không được bảo vệ). PNRP sử dụng mật mã khóa công khai để bảo vệ tên ngang hàng an toàn chống giả mạo; cả máy tính và dịch vụ đều có thể được đặt tên bằng PNRP.
Giao thức phân giải tên ngang hàng thể hiện các thuộc tính sau:
- Phân phối và gần như hoàn toàn không có máy chủ. Máy chủ chỉ được yêu cầu cho quá trình bootstrapping.
- Xuất bản tên an toàn mà không có sự tham gia của bên thứ ba. Không giống như xuất bản tên DNS, xuất bản tên PNRP là tức thời và không có chi phí tài chính.
- Cập nhật PNRP theo thời gian thực, điều này ngăn cản việc giải quyết các địa chỉ cũ.
- Độ phân giải của tên thông qua PNRP vượt ra ngoài máy tính bằng cách cho phép phân giải tên cho các dịch vụ.